# سیارک ۶۲۲۹
سیارک ۶۲۲۹ (به انگلیسی: 6229 Tursachan، نامگذاری:1983VN7) شش هزار و دویست و بیست و نهمین سیارک کشف شده‌است که در ۴ نوامبر ۱۹۸۳ کشف شد.
قدر مطلق سیارک برابر ۱۲٫۸۰ است.